# Província de Candarave
La província de Candavare és una província del departament de Tacna, la regió costanera de Perú situada més al sud del país.
Aquesta província es troba al l'interior del departament, ja enlairada a la serralada dels Andes, limitant amb el departament de Puno, el de Moquegua, i les províncies de Tarata, Tacna i Jorge Basadre, pertanyents al departament de Tacna.
Té una superfície de 2.312,07 km² i una població de 8.373 habitants al cens de 2007.
Es divideix en 6 districtes:
- Cairani
- Candavare
- Camilaca
- Curibaya
- Huanuara
- Quilahuani
A la província hi ha diversos llacs alpins, com el llac Aricota, al districte de Curibaya.